# Peristylus bismarckiensis
Peristylus bismarckiensis är en orkidéart som först beskrevs av Rudolf Schlechter, och fick sitt nu gällande namn av Peter Francis Hunt. Peristylus bismarckiensis ingår i släktet Peristylus och familjen orkidéer. Inga underarter finns listade i Catalogue of Life.